# Romanzo in nove lettere
Romanzo in nove lettere (in russo Роман в девяти письмах?, Roman v devjati pis'mach) è un breve racconto dell'autore russo Fëdor Michajlovič Dostoevskij, scritto nel 1845 e pubblicato nel 1847.

## Trama
Il racconto si compone di nove lettere scambiate tra Pëtr Ivanyč e Ivan Petrovič. Pëtr è un giovane che ha preso in prestito trecentocinquanta rubli al fine di giocarli a carte contro Eugène Nikolaïtch.
Nelle prime sette lettere, i due che tentano di darsi appuntamento per discutere del prestito - ma Pëtr trova ogni scusa e giustificazione per non presentarsi, scatenando l'ira di Ivan.
Nelle ultime due lettere Pëtr e Ivan si avvertono reciprocamente della partenza di Eugène per Simbirsk e il conflitto sembra dunque essersi attutito. Pëtr e Ivan ricevono però rispettivamente due biglietti, indirizzati a Eugène e provenienti delle loro mogli Anna e Tat'jana, dai quali scoprono la relazione adultera avvenuta tra loro e il giovane.